# The Last Panthers
The Last Panthers è una serie televisiva creata da Jack Thorne e diretta da Johan Renck.
La serie, composta da sei episodi, è stata trasmessa dal 12 novembre 2015 nel Regno Unito e il giorno seguente in Italia.

## Trama
Dopo un imponente furto di diamanti, Naomi viene incaricata dal suo capo Tom di recuperare i diamanti rubati a qualunque costo. Parallelamente il poliziotto Khalil inizia una propria indagine sul furto. Le indagini faranno emergere una pericolosa alleanza tra banche e criminalità, estesa in tutta Europa.

## Episodi
| Stagione       | Episodi | Prima TV UK | Prima TV Italia |
| -------------- | ------- | ----------- | --------------- |
| Prima stagione | 6       | 2015        | 2015            |

## Personaggi ed interpreti
- Naomi Franckom, interpretata da Samantha Morton, doppiata da Ilaria Stagni.
- Khalil Rachedi, interpretato da Tahar Rahim, doppiato da Francesco Venditti.
- Tom Kendle, interpretato da John Hurt, doppiato da Giorgio Lopez.
- Milan Celik, interpretato da Goran Bogdan, doppiato da Marco Vivio.

## Produzione
La serie è una co-produzione internazionale, commissionata da Sky UK e Canal+. La britannica Warp Films e la francese Haut et Court TV hanno prodotto la serie. The Last Panthers, ispirata a eventi reali, nasce da un'idea del giornalista francese Jérôme Pierrat, poi sviluppata dallo sceneggiatore Jack Thorne.
La serie è stata girata a Londra, Marsiglia, Belgrado e Montenegro.

## Distribuzione
La serie è stata trasmessa dal 12 novembre 2015 in contemporanea nei cinque paesi europei in cui Sky è presente, ovvero Regno Unito, Irlanda, Italia, Germania e Austria. Negli Stati Uniti i diritti sono stati acquistati da SundanceTV, che ha trasmesso la serie nella primavera 2016.

## Colonna sonora
David Bowie ha composto il brano Blackstar come sigla della serie, che accompagna i titoli di testa. La colonna sonora è stata invece composta da Clark, artista affiliato alla Warp Records, pubblicata poi in un album intitolato come la serie, The Last Panthers.